# Conchobar mac Nessa

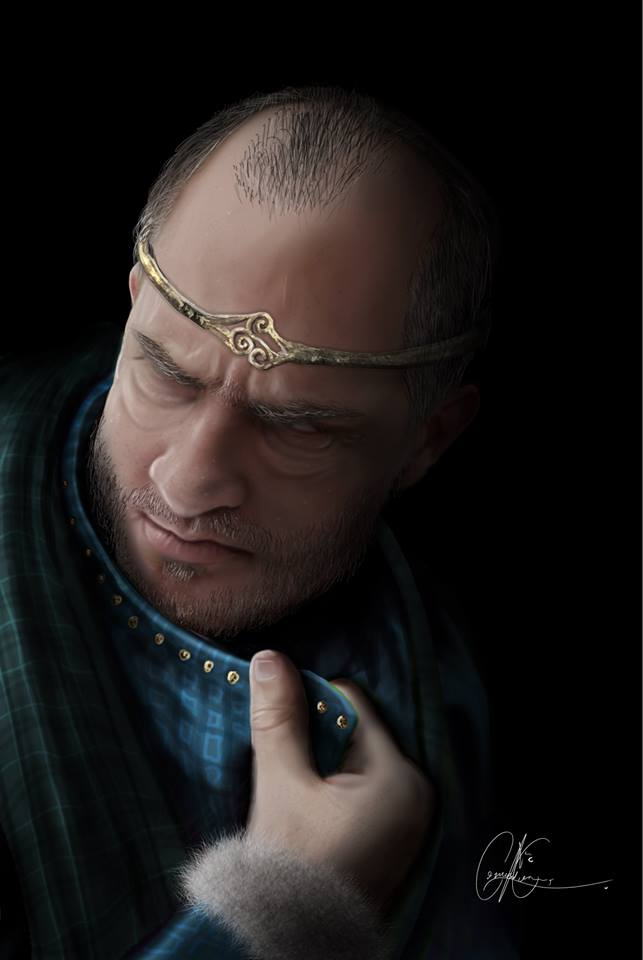
Ein Porträt von Conchubhair MacNeasa von Cormac McCann

Conchobar mac Nessa ['konxovar mak 'Nʴesa], auch Conchobor, Conchobhor, Conchobhar mac Nesa, ist eine Figur der frühmittelalterlichen keltischen Mythologie Irlands. Im Ulster-Zyklus tritt er als König von Ulster auf. Er wird als Bruder, aber auch als Vater Deichtires und Finncháems genannt. Sein Schwiegervater ist Eochaid Fedlech, der Vater Mugains, sein ältester Sohn ist Cormac Conn Longas. Sein Schwiegersohn als Gatte Finncháems ist Amairgin mac Ecit Salaig, sein anderer Schwiegersohn als Gatte Fedelm Noíchrides ist Cairbre Nia-Fer, sein Enkel Erc mac Cairbri Niad-Fer. Cú Chulainn, Sohn von Deichtire, ist sein Neffe.

## Sagen um Conchobar
In den beiden Erzählungen von der „Empfängnis Conchobars“ (Compert Conchobuir) sind Nessa (auch Ness, Nes oder Nesa), die Tochter des Königs Eochu Sálbuide („Gelbferse“), und der Druide Cathbad die Eltern Conchobars. Nur in einer späteren Umgestaltung der zweiten Version der Sage ist Fachtna Fáthach sein Vater, dies ist wohl eine späte Anpassung an die irischen Königslisten, in denen Fachtna als Hochkönig von Irland genannt wird. Conchobar soll auch einst Medb beim Bad im Fluss Boyne überrascht und vergewaltigt haben. In der folgenden Schlacht gegen Medbs Vater, Eochaid Fedlech, der einst Conchobars Vater Fachtna Fáthach vom Thron gestürzt hatte, schlug er diesen. Furbaide Ferbend, der Mörder der Königin Medb ist ein Sohn Conchobars.
Als Nessas Ehemann kurz nach der Heirat starb, warb dessen Halbbruder und Thronnachfolger Fergus mac Róich um sie. Sie willigte jedoch in die Heirat nur unter der Bedingung ein, dass ihr Sohn Conchobar ein Jahr lang Ulster regieren könne. Er wurde so populär, dass er die Königswürde auch nach Ablauf des Jahres behielt.
Zu seinen Besitztümern gehörte der Kessel Íarngulae, der 100 bruth Bier fasste (ein bruth war die Menge Bier, die man in einem Brauvorgang brauen konnte) und aus dem er alle Ulster-Krieger zugleich versorgen konnte.
Ein für seine Gerechtigkeit berühmter Richter an seinem Hofe ist der stets auf Ausgleich bedachte Dichter(fili) Sencha mac Ailella.
In der Geschichte von der Verbannung der Söhne Uislius (Longas mac nUislenn) verliebt sich Conchobar in Deirdre (Derdriu „die Tobende“), die Tochter eines Barden von Ulster, bei deren Geburt Cathbad prophezeit hatte, sie werde schönste Frau Irlands und Gattin eines Königs sein, aber Tod und Zerstörung im ganzen Land verursachen.
Als Deirdre das heiratsfähige Alter erreichte, war Conchobar bereits ein alter Mann. Sie wies seine Annäherungsversuche ab und floh mit der Hilfe ihrer Erzieherin Leborcham mit dem schönen jungen Krieger Naoise. Dieser soll ein Sohn Conchobars gewesen sein, da dieser bei seiner Mutter Elbha das Ius primae noctis ausgeübt habe. Der König begehrte Deirdre weiterhin und ließ Naoise durch Eogan mac Durthacht töten. Daraufhin stürzte sich Deidre vor einen fahrenden Wagen. Fergus Mac Róich, entsetzt über Conchobars Verhalten, trat daraufhin in die Dienste der Feinden Ulsters. Es entbrannte ein langer Krieg, dessen Geschichte in der Táin Bó Cuailnge erzählt wird. Conchobar, zunächst gemeinsam mit seinen Landsmännern auf Grund eines Fluches von einer weiblichen Schwäche kampfunfähig gemacht (Noínden Ulad), führt sein Heer nach der Warnung durch Sualtam, den Vater Cú Chulainns, am Ende erfolgreich in die Schlacht.
Eine Fortsetzung dieser Erzählung ist Tochmarc Luaine acus aided Athirni („Die Werbung Luaines und der Tod Athirnes“). Mit Hilfe Leborchams findet Conchobar die Elfenprinzessin Luaine, die er heiraten will. Als Luaine den liebestollen Aithirne abweist, hext er ihr hässliche Beulen an, und das Mädchen stirbt aus Gram. Conchobar erschlägt Aithirne und seine Gefolgsleute und brennt seinen Wohnsitz nieder.
In Scéla mucce Meic Dathó („Die Geschichte von Mac Dathós Schwein“) ist sein Sohn Cúscraid Menn Macha am Streit um den Heldenbissen beteiligt. Am Ende wird Conchobar vom Wagenlenker des Connacht-Königs Ailill mac Máta gefangen genommen und muss sich freikaufen, unter anderem mit zweien seiner besten Pferde.
In der Geschichte vom „Tod Conchobars“ (Aided Chonchobuir) schleudert Cet mac Mágach (siehe auch Cath Étair [„Die Schlacht von Étar“]) den in Kalk verbackene Gehirnklumpen des von Conall Cernach getöteten Königs Mes Gegra von Leinster auf Conchobar. Das Geschoss bleibt in seinem Schädel stecken. Der Heiler Fingen befestigte ein Golddrahtnetz an seiner Kopfhaut und riet ihm, Anstrengung und Aufregung zu vermeiden. Nach einigen Jahren hatte der König jedoch einen Wutausbruch und verstarb.